# Kjole og hvidt
Kjole og hvidt (Eng: generelt White Tie, men i UK "Full evening dress", for denne specifikke form. Andre europæiske lande: variationer af "Frack") er en den mest formelle form for herrebeklædning i den vestlige garderobe, der anvendes ved gallaarrangementer. Det består af en en åbentstående lang kjolejakke med lange skøder (svalehale), en hvid skjorte med stivet bryst, hvid vest, hvid sløjfe, sløjfe og vest er ofte i piqué-vævet bomuldsstof. Kraven er altid med knækflip, og det kan være en aftagelig krave eller den kan være en fast del af skjorten, og i disse tilfælde er skjorten også typiske i piquéstof. Hertil bæres lange sorte højtaljede bukser, der holdes oppe med seler, samt sorte sokker og laksko. Som dekoration kan bæres høj hat og et hvidt halstørklæde i silke. Anden mulig dekoration er manchetknapper og lommeur i guld. Der kan også bæres hvide handsker, der traditionelt har været i glacéskind, men som i dag ofte er af stof.
På engelsk kaldes gallapåklædningen white tie pga. den obligatoriske hvide sløjfe. Galladragten bruges blandt andet ved bryllupper og større fester efter kl. 18. Kvindens påklædning til galla er en fuldlang gallakjole eller balkjole, og hertil smykker (eventuelt tiara), en lille håndtaske og lange handsker.
Visse loger som Frimurer-ordenen bruger kjole og sort med sort vest i stedet for den hvide.